# Plicofollis platystomus
Plicofollis platystomus es una especie de pez de la familia Ariidae en el orden de los Siluriformes.

## Morfología
Los machos pueden llegar alcanzar los 31 cm de longitud total.

## Alimentación
Come principalmente invertebrados.

## Hábitat
Es un pez demersal y de clima tropical.

## Distribución geográfica
Se encuentran en Asia: la India, Sri Lanka, el Pakistán, Birmania y Bangladés.